# 徐一鳴 (正德進士)
徐一鳴（1497年—？），字伯和，號淥江，湖廣長沙府醴陵縣人，軍籍，明朝政治人物。

## 生平
正德十一年（1516年）丙子科湖廣鄉試第五十八名舉人，十二年（1517年）中式丁丑科會試第二百二名，二甲第一百二名進士。户部观政，授礼部主事，升吏部員外郎、吏部驗封司郎中。嘉靖四年（1525年）四月升江西按察司副使，六年（1527年）十二月以拆毁寺观被逮至京问罪，左迁松江府同知。後擢南京工部員外郎、南京刑部郎中，高卧不起。

## 著作
有《渌江集》行世。

## 家族
曾祖徐朝貴；祖父徐鼎，安福縣丞 贈戶部員外郎；父徐廷用，戶部郎中。母劉氏（封宜人）。慈侍下。